# Mùa hoa tìm lại
Mùa hoa tìm lại là một bộ phim truyền hình được thực hiện bởi Trung tâm Phim truyền hình Việt Nam, Đài Truyền hình Việt Nam do Vũ Minh Trí làm đạo diễn. Phim phát sóng vào lúc 21h30 thứ 2, 3, 4 hàng tuần bắt đầu từ ngày 25 tháng 5 năm 2021 và kết thúc vào ngày 27 tháng 7 năm 2021 trên kênh VTV3.

## Nội dung
Mùa hoa tìm lại xoay quanh Mỹ Lệ (Thanh Hương) – một cô gái tha hương 10 năm trở về quê cũ với nhiều biến đổi và xáo trộn. Bố mất sớm, mẹ bỏ đi theo người đàn ông khác, Lệ phải lên thành phố làm ăn, sau 10 năm muốn quay về phụng dưỡng bà và khiến những người đã từng xem thường cô phải "trắng mắt ra". Tuy nhiên tư tưởng thù hằn của Lệ đã dần thay đổi khi Việt (Duy Khoa) xuất hiện và tin rằng sẽ đem lại cho cô hạnh phúc. Thế nhưng bất hạnh lại ập đến với cô khi phát hiện bí mật khủng khiếp của người mình tin yêu nhất. Dù vậy Lệ lại gặp được Đồng (Duy Hưng) – một người đàn ông gà trống nuôi con. Sau khi phải trải qua nhiều sóng gió, Lệ đã nhận ra giá trị ở những điều mà trước đây cô chưa từng coi trọng, và cô cũng phát hiện ra, hóa ra "người quê" không xấu như cô nghĩ...

## Diễn viên

### Diễn viên chính
- Thanh Hương trong vai Đặng Mỹ Lệ[4]
- Hương Giang trong vai Bùi Ánh Tuyết[5]
- Duy Hưng trong vai Nguyễn Bá Đồng[6]
- Duy Khoa trong vai Nguyễn Quốc Việt
- Mạnh Hưng trong vai Đinh Văn Hoàn
- Vũ Thu Hoài trong vai Trần Thị Thủy[7]
- Đức Khuê trong vai Ông Trọng
- Ngọc Tản trong vai Bà Điền
- Thạch Thu Huyền trong vai Hoa
- Lâm Đức Anh trong vai Núi
- Hồ Liên trong vai Bà Vải
- Thanh Dương trong vai Ông Vui

### Diễn viên phụ
- Quốc Trị trong vai Bố Đồng
- Phú Thăng trong vai Ông Cơ
- Thanh Hiền  trong vai Bà Hảo
- Phương Hạnh trong vai Bà Thảo
- Bé Phụng Nghi trong vai Bé Ngân
- Hoàng Huy trong vai Trưởng họ
- Tùng Anh trong vai Khải
- Anh Đức trong vai Mộc
- Việt Bắc trong vai Nô
- Thùy Liên trong vai Giúp việc
- Tuấn Cường trong vai Đại gia
- Bé Thiện Huy trong vai Bin
- Hán Huy Bách trong vai Nghĩa
- Xuân Hiền trong vai Thám tử
- Linh Hương trong vai Hương
- Hoàng Vũ trong vai Xuân

Cùng một số diễn viên khác....

## Ca khúc trong phim
Bài hát trong phim là ca khúc "Mùa hoa tìm lại", do Trần Quang Duy sáng tác và Lâm Bảo Ngọc thể hiện.

## Sản xuất
Mùa hoa tìm lại do Vũ Minh Trí làm đạo diễn, kịch bản được viết bởi Huyền Lê. Tác phẩm lấy đề tài về nông thôn, phản ánh những phong tục, lệ làng xưa cũ, cổ hủ. Hai vai chính do Thanh Hương và Duy Hưng đảm nhận. Trong màn thể hiện mới, diễn viên Duy Hưng vào vai một người lương thiện sau những vai diễn giang hồ bặm trợn, mưu mô, thủ đoạn. Bộ phim đánh dấu sự trở lại của diễn viên, ca sĩ Duy Khoa sau 10 năm vắng bóng màn ảnh nhỏ, đồng thời là lần đầu tiên anh đóng một bộ phim do VFC sản xuất. Phim chính thức lên sóng trên kênh VTV3 từ ngày 25 tháng 5 năm 2021, trong khung giờ thứ 2 đến thứ 4 hàng tuần, sau khi Hướng dương ngược nắng kết thúc.

## Đón nhận
Dù mới đầu không được nhiều khán giả chú ý song sang đến những tập sau của phim, Mùa hoa tìm lại đã được đánh giá là hấp dẫn dù không cần nhiều cao trào trong các tình huống và nhân vật. Đồng thời, phim cũng được khen ngợi khi đem ra so sánh với hai bộ phim phát sóng cùng thời điểm là Hương vị tình thân và Cây táo nở hoa vì có một cốt truyện dễ hiểu, cách giải quyết tình tiết ngắn gọn; diễn xuất ổn định từ dàn diễn viên thực lực; và có độ dài hợp lý. Trong phần lớn thời gian phát sóng phim, Mùa hoa tìm lại liên tục nằm trong top 10 bảng xếp hạng các chương trình truyền hình có lượng người xem cao nhất. Bộ phim cũng lọt vào danh sách những phim truyền hình Việt được xem nhiều nhất năm 2021 của Kantar Media.
Ngày 6 tháng 7 năm 2021, một phần ngoại truyện dài 9 phút của VFC đã được phát hành, với nội dung dựa trên hệ thống nhân vật từ ba phim Quỳnh búp bê, Hương vị tình thân và Mê cung. Năm 2022, Mùa hoa tìm lại mang về cho nữ diễn viên Hương Giang Giải Cánh diều 2021 hạng mục Nữ diễn viên phụ xuất sắc.

## Giải thưởng
| Năm  | Giải thưởng    | Hạng mục                  | (Người) đề cử | Kết quả   | Tham khảo |
| ---- | -------------- | ------------------------- | ------------- | --------- | --------- |
| 2021 | Giải Cánh diều | Nữ diễn viên phụ xuất sắc | Hương Giang   | Đoạt giải | [ 20 ]    |
| 2021 | Ấn tượng VTV   | Phim truyền hình ấn tượng | —             | Đề cử     | [ 21 ]    |